# Saint-Maurice-aux-Riches-Hommes
Saint-Maurice-aux-Riches-Hommes es una localidad y comuna francesa situada en la región de Borgoña, departamento de Yonne, en el distrito de Sens y cantón de Villeneuve-l'Archevêque.

## Demografía
| 759 | 835 | 927 | 912 | 1 000 | 987 | 1 040 | 1 032 | 1 056 | 1 066 | 1 006 | 995 | 919 | 906 | 871 | 847 | 802 | 773 | 712 | 648 | 566 | 562 | 613 | 559 | 548 | 481 | 471 | 440 | 366 | 321 | 314 | 392 | [ 5 ] |
| Para los censos de 1962 a 1999 la población legal corresponde a la población sin duplicidades (Fuente: INSEE [Consultar]) |     |     |     |       |     |       |       |       |       |       |     |     |     |     |     |     |     |     |     |     |     |     |     |     |     |     |     |     |     |     |     |       |